# Быстровозводимые здания

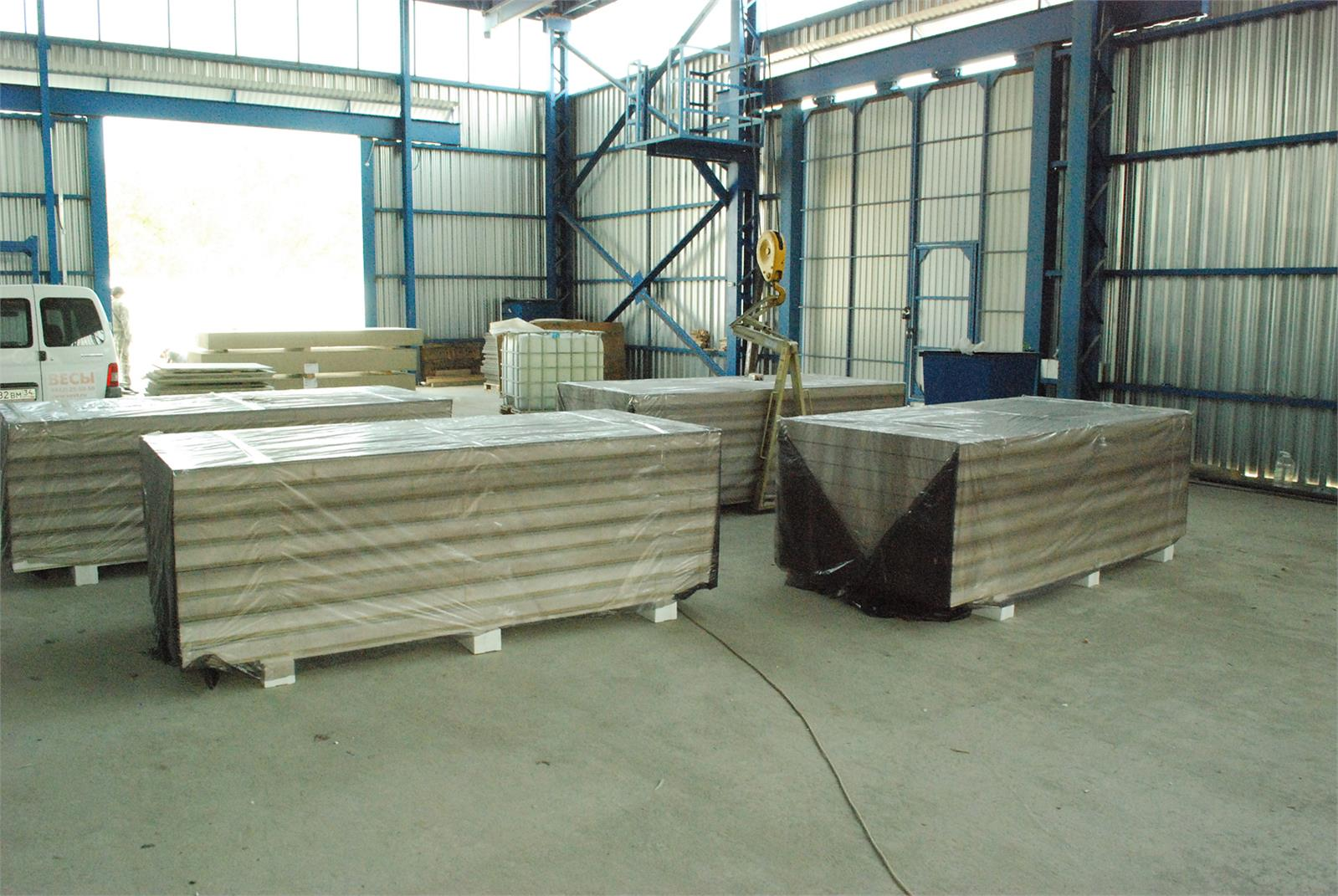
Упаковка стеновых панелей быстровозводимых зданий

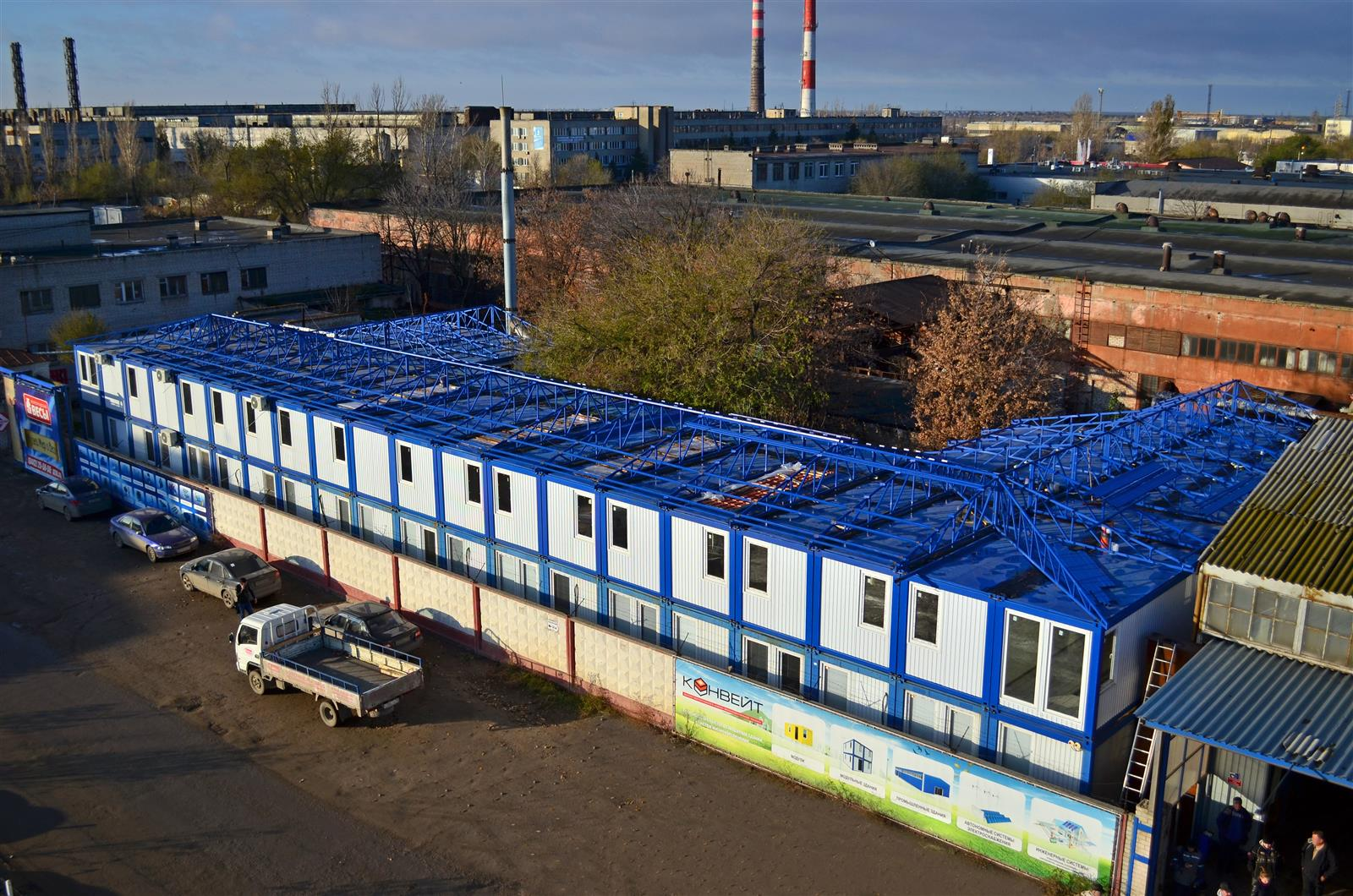
Быстровозводимое модульное административное здание

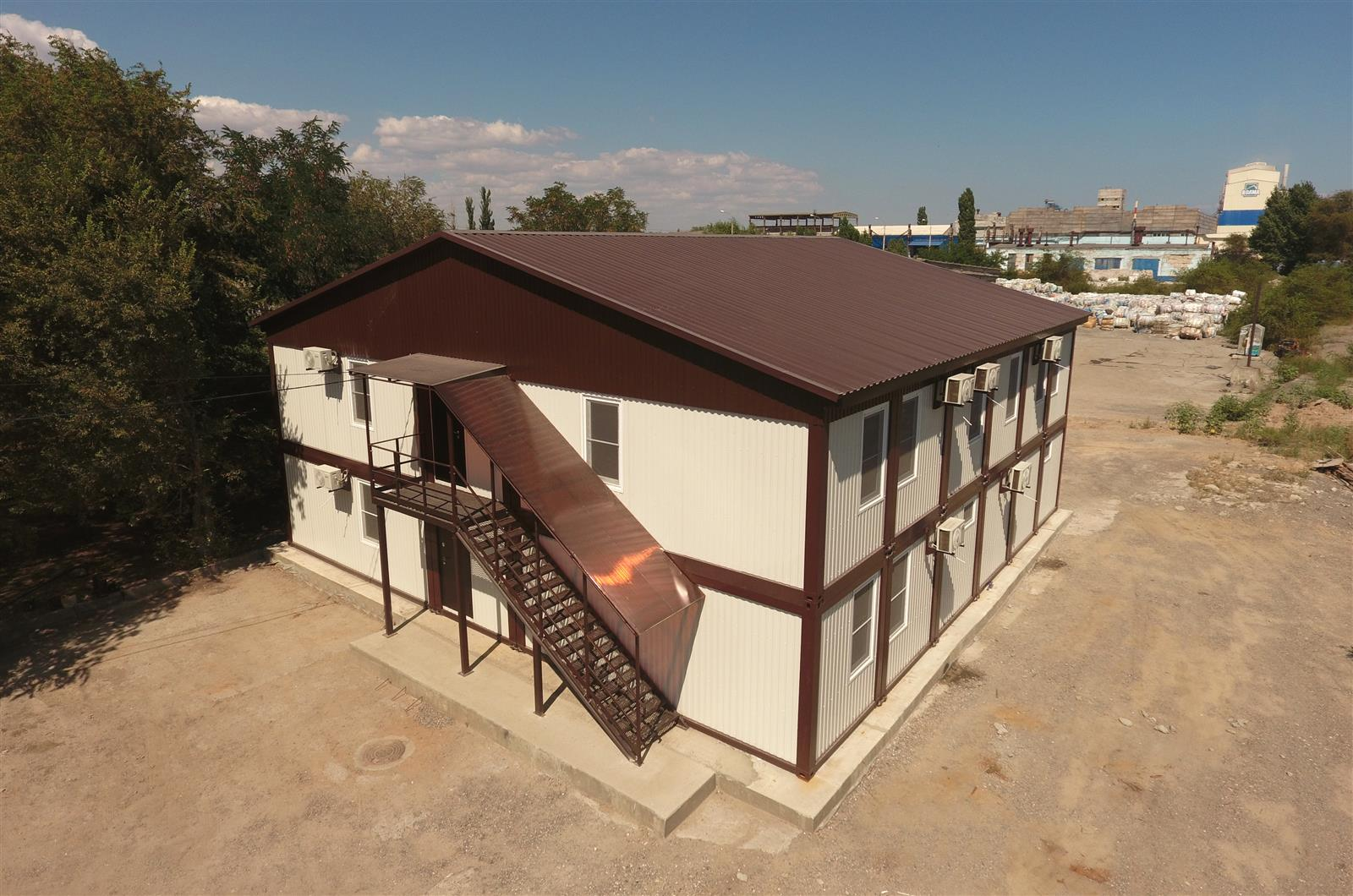
Быстровозводимое модульное офисное здание

Отличительной особенностью быстровозводимых зданий является строительство с применением металлокаркаса. Стены таких зданий могут изготавливаться с использованием несъёмной опалубки, но обычно монтируются из сэндвич-панелей или по технологии полистовой сборки.
Одно из главных преимуществ большинства быстровозводимых зданий является отсутствие так называемых «мокрых» процессов. Стены и кровля здания монтируются на болтовых соединениях или при помощи сварки, что позволяет вести строительство в любое время года и значительно ускоряет его процесс. Кроме того, за счёт лёгких ограждающих и кровельных конструкций уменьшается нагрузка на металлокаркас и фундамент, что значительно удешевляет строительство.
Здания на болтовых соединениях мобильны, так как их можно разобрать и перевезти в другое место. Одноэтажные небольшие по площади быстровозводимые здания можно устанавливать на ровной площадке без фундамента.
Быстровозводимые здания из лёгких металлоконструкций бывают сборными и модульными.
Сборные здания могут быть по типовым или индивидуальным проектам и монтируются на месте строительства. Сборные здания могут иметь любую внутреннюю и внешнюю отделку, что позволяет реализовывать любые архитектурные решения. К таким зданиям можно отнести склады, ангары для техники, производственные здания, мастерские, административные здания, торговые павильоны, торговые центры, культурно-выставочные центры, спортивные комплексы, индивидуальные и коллективные жилые дома, коттеджи.
Модульные здания собираются из готовых типовых модулей (блок-контейнеров) путём монтажа нескольких модулей в единое здание. Стандартный модуль обычно имеет размер 6х2,5 метра и высоту от 2-х до 2,5 метров. Как правило, из модулей строят 1- и 2-этажные здания. Такие здания не отличаются оригинальностью архитектурных решений и призваны решать практические задачи. Модульные здания — это небольшие мобильные офисы, административно-бытовые здания, вахтовые посёлки из нескольких зданий всевозможного назначения: общежития, столовые, банно-прачечные комплексы, прорабские, медпункты, магазины и т. п.
К быстровозводимым зданиям относят также тентовые и воздухоопорные конструкции.
Быстровозводимые тентовые конструкции – строения, состоящие из металлического каркаса и поливинилхлоридного полотна, которое защищает от воздействия атмосферных условий. Технология тентовых конструкций широко востребована во всех отраслях промышленности, сельском хозяйстве, а также в сфере благоустройства и градостроительства. Тентовые ангары могут быть как теплыми, так и холодными – в зависимости от потребности заказчика.
Для теплых быстровозводимых конструкций, независимо от предназначения, применима такая технология, как «Гибкий сэндвич». Это многослойная строительная панель, особый вид ограждающей конструкции, в составе которой высококачественные композитные материалы (ПВХ-покрытие и внутренний слой утеплителя).
Еще один вариант утепления ангаров - тентовая ткань. Процесс монтажа заключается в натяжке второго слоя на внутренней стороне рамных конструкций изнутри сооружений. Это позволяет образовать воздушную прослойку, способствующую удержанию тепла внутри сооружения.